# Coryphocera elegans
A Coryphocera elegans a rovarok (Insecta) osztályának bogarak (Coleoptera) rendjébe, ezen belül a mindenevő bogarak (Polyphaga) alrendjébe és a ganajtúrófélék (Scarabaeidae) családjába tartozó faj.

## Előfordulása
A Coryphocera elegans előfordulási területe Szenegál.

## Megjelenése
Az imágó színezete fémesen zöld vagy kék; a napfényen csillog.

### Fordítás
- Ez a szócikk részben vagy egészben  a   Coryphocera elegans című angol Wikipédia-szócikk ezen változatának fordításán alapul.  Az eredeti cikk szerkesztőit annak laptörténete sorolja fel. Ez a jelzés csupán a megfogalmazás eredetét és a szerzői jogokat jelzi, nem szolgál a cikkben szereplő információk forrásmegjelöléseként.